# 태국 정부 관보

심벌 마크

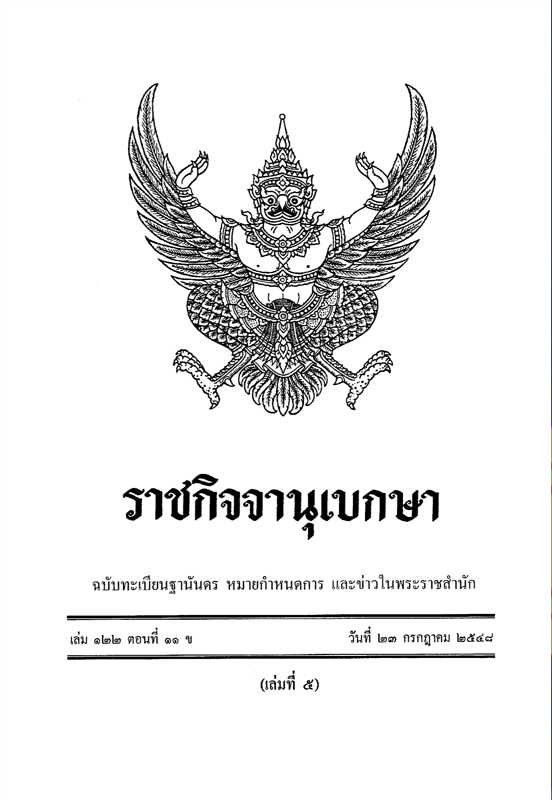
B.E. 2548(2005년) 관보 표지

《태국 정부 관보》(태국어: ราชกิจจานุเบกษา 라차낏짜누벡사[*], 泰國 政府 官報)는 태국 정부에서 발행하는 공적 목적의 잡지이다. 태국 정부가 입법한 법은 일반적으로 태국 정부 관보에 실려 출판된 후부터 효력을 갖는다. 관보에는 정부의 일반 공표문, 왕실 명령, 입법 공고, 장관급 규정, 왕실의 방문 소식, 왕실 의식, 종교 소식, 왕실 훈장 등의 수여 소식 등이 담긴다.

## 역사
《태국 정부 관보》는 시암의 라마 4세가 국가에 관한 공적인 정보를 전달하기 위한 목적으로 1858년(B.E. 2401) 3월 15일 처음으로 발간하였다. 태국에서 근대적인 공적 출판의 역사는 라마 3세 시대까지 거슬러올라가는데, 라마 3세는 당시 도입된 유럽식 인쇄술로 '아편 흡연 및 판매 금지령'을 1839년(B.E. 2382) 9천 부 인쇄하여 반포하였다. 그러나 19세기 중반까지 인쇄술은 아직 보편화되지 않았고, 태국에서 중앙 정부가 칙령을 내릴 때는 많은 부분 필경사들의 수작업에 의존하였다. 라마 4세는 이러한 체제에서 발생하는 폐단을 줄이기 위하여 방콕 왕궁 내 인쇄소를 설치하고 공적인 목적의 문서 인쇄를 담당하게 하였고, 《태국 정부 관보》도 이 무렵부터 발간되었던 것이다.
라마 4세 시대에는 《태국 정부 관보》에 실리는 발표는 대부분 라마 4세 본인의 것이었다. 라마 5세 시대 초기에도 이러한 체제는 지속되었다. 심지어 왕이 다른 용무로 이 잡지의 편집을 맡지 못하게 되자 18개월 간 발간이 중단되었던 적도 있었는데, 그때의 발표는 관보에 실리지 못하고 개별적으로 인쇄되어 반포되었다. 1874년(B.E. 2417) 라마 5세는 다시 관보의 발간을 시작하여 이때 발간한 관보를 '1호'로 삼고 이때부터 매주 발행하기 시작하였다. 그러나 1879년(B.E. 2422)부터 다시 발간이 끊겼다 1884년(B.E. 2427) 발간을 재개(1882년(B.E. 2425) 짜끄리 왕조 100주년 행사 때 특별 관보가 발행되기는 했으나 일회성이었다)하여, 이후에는 장기 중단 없이 계속해서 정기적으로 발행되고 있다. 1889년(B.E. 2432)에는 관보가 서구식 기준(모범적인 예로 《런던 가제트》)에 가깝게 개편되었다.